# Humpata
Humpata è un municipio dell'Angola appartenente alla provincia di Huíla. Ha 31.438 abitanti (stima del 2006).